# Kirchenburgmuseum Mönchsondheim
Das Kirchenburgmuseum ist ein Freilichtmuseum im fränkischen Mönchsondheim im Südosten des Landkreises Kitzingen im Steigerwaldvorland.

## Geschichte
Die Geschichte des Kirchenburgmuseums begann noch vor den 1970er Jahren. Der Mainstockheimer Otto Beck sammelte damals volkskundliche Objekte und baute mit dem Mönchsondheimer Fritz Endres erste Kontakte auf. Im Jahr 1975 wurde der Verein „Fränkisches Bauern- und Handwerkermuseum Kirchenburg Mönchsondheim e. V.“ gegründet. Initiator war neben Beck und Endres der Hohenfelder Rudolf Schöpfel. Ein Jahr später überließen 26 Eigentümer von Gaden in der Kirchenburg der Stadt Iphofen ihre Häuser unentgeltlich.
Seit 1981 wird die Kirchenburg für ein Bauern- und Handwerkermuseum genutzt. Zum Museum gehören eine einklassige Schule von 1927, das Rathaus von 1557, das Gasthaus von 1790 mit einer großen landwirtschaftlichen Hofstelle und als Mittelpunkt die Kirchenburg aus dem 15. bis 19. Jahrhundert.

## Beschreibung der Baulichkeiten
Im Ortszentrum gruppieren sich um die 1688 gebaute als Kirchenburg konzipierte Bonifatiuskirche kleine Gaden
Das 1790 erbaute barocke Gasthaus „Zum Schwarzen Adler“ wurde im Nebenerwerb mit Ackerbau und Viehwirtschaft betrieben, hatte eigene Weingärten und eine eigene Hausbrauerei. Mit Originalmöbeln im Stile von 1920 eingerichtet, bewahrt es 200 Jahre Tradition eines Dorfgasthauses und dient heute für Sonderausstellungen des Freilichtmuseums.
Die Kegelbahn von 1909 befindet sich im Originalzustand. Die ursprünglich zum Gasthaus gehörenden Hofstelle präsentiert eine Sammlung historischer Landwirtschaftsgeräte. Im ehemaligen Dorfschulhaus befindet sich das Schulmuseum.
Das Rathaus im fränkischen Fachwerk von 1557 beherbergt die historische Gemeindebäckerei.

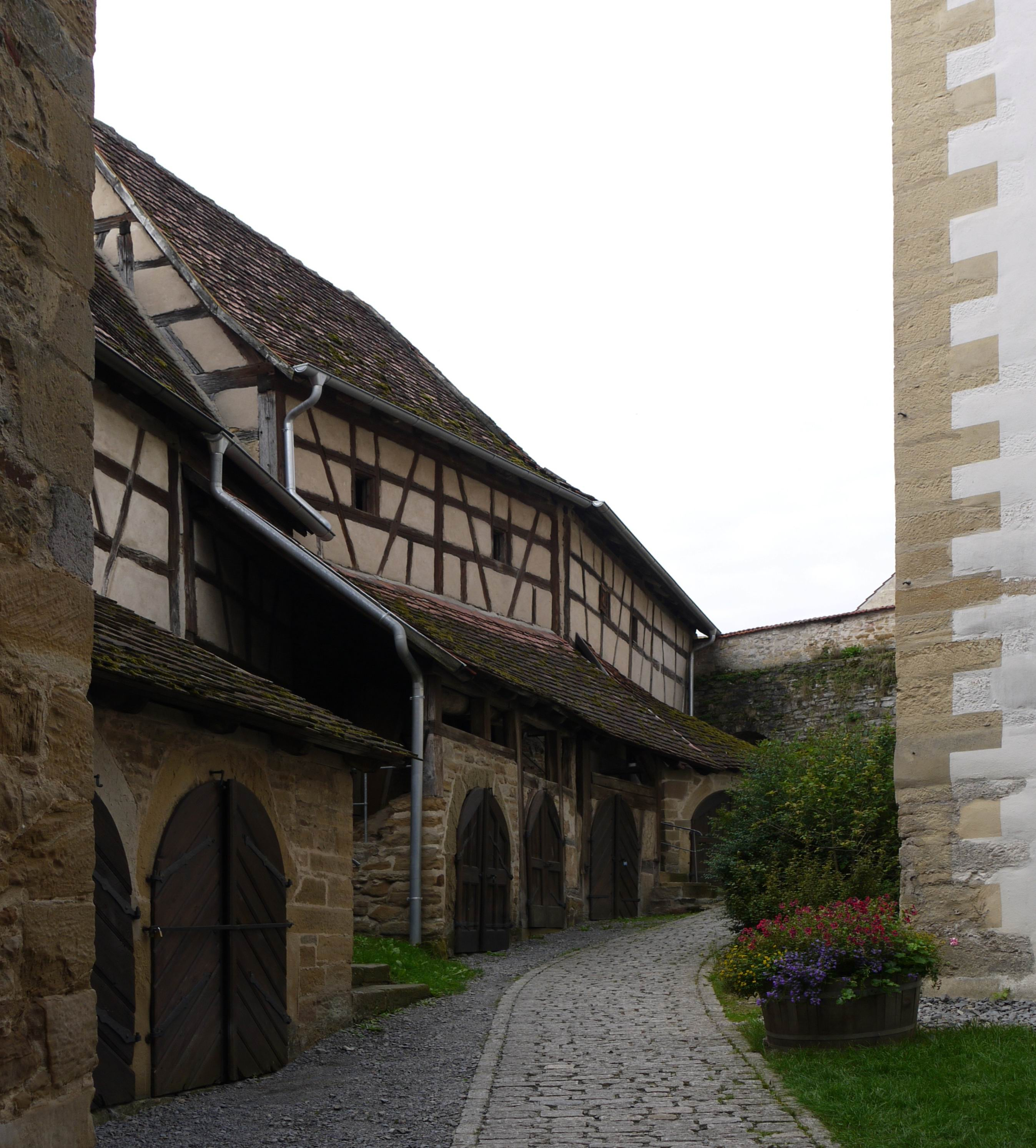
Gadenblick vom Eingang nach links
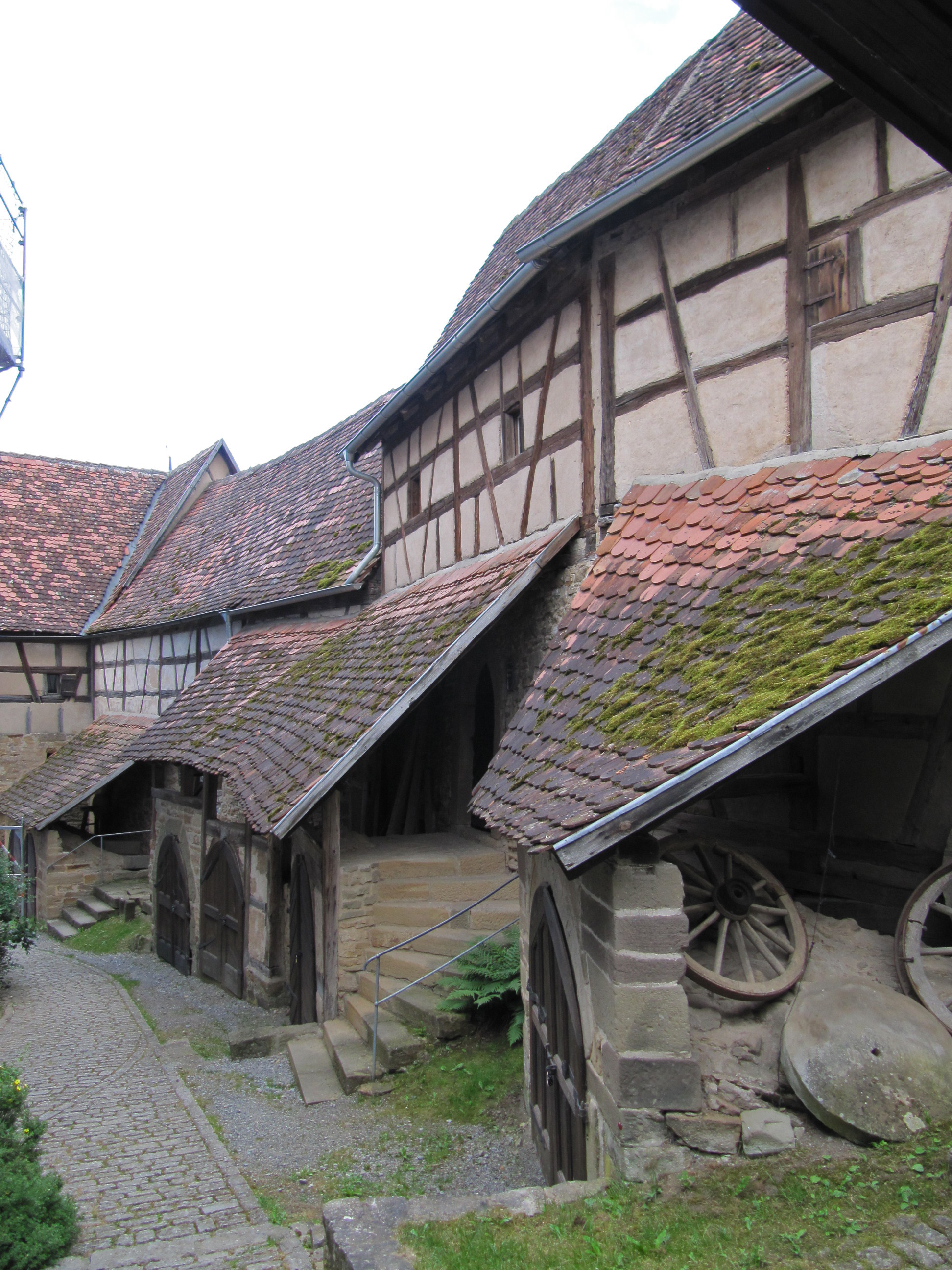
Blick zum Eingang (links)
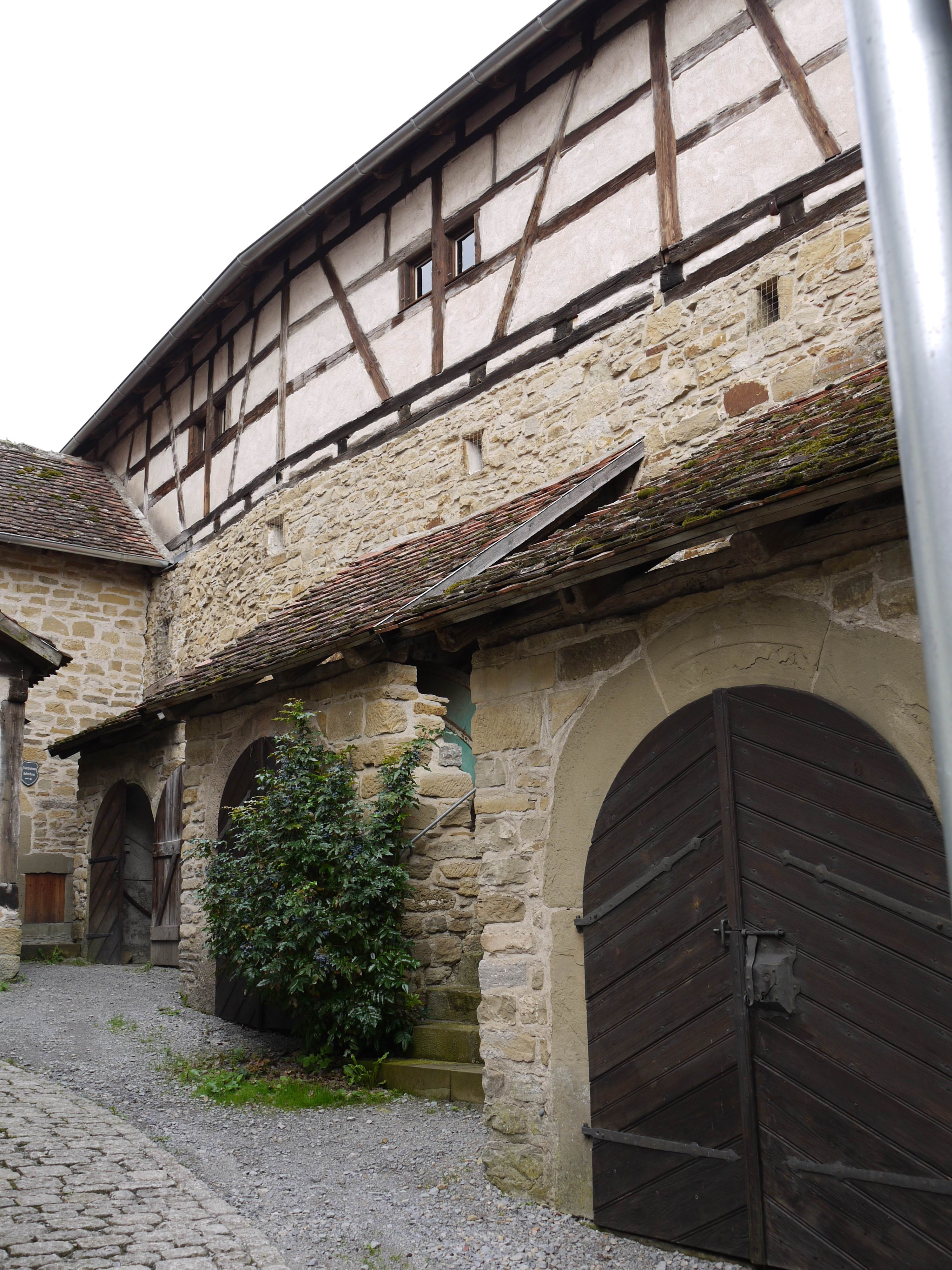
Gadenblick vom Eingang nach rechts
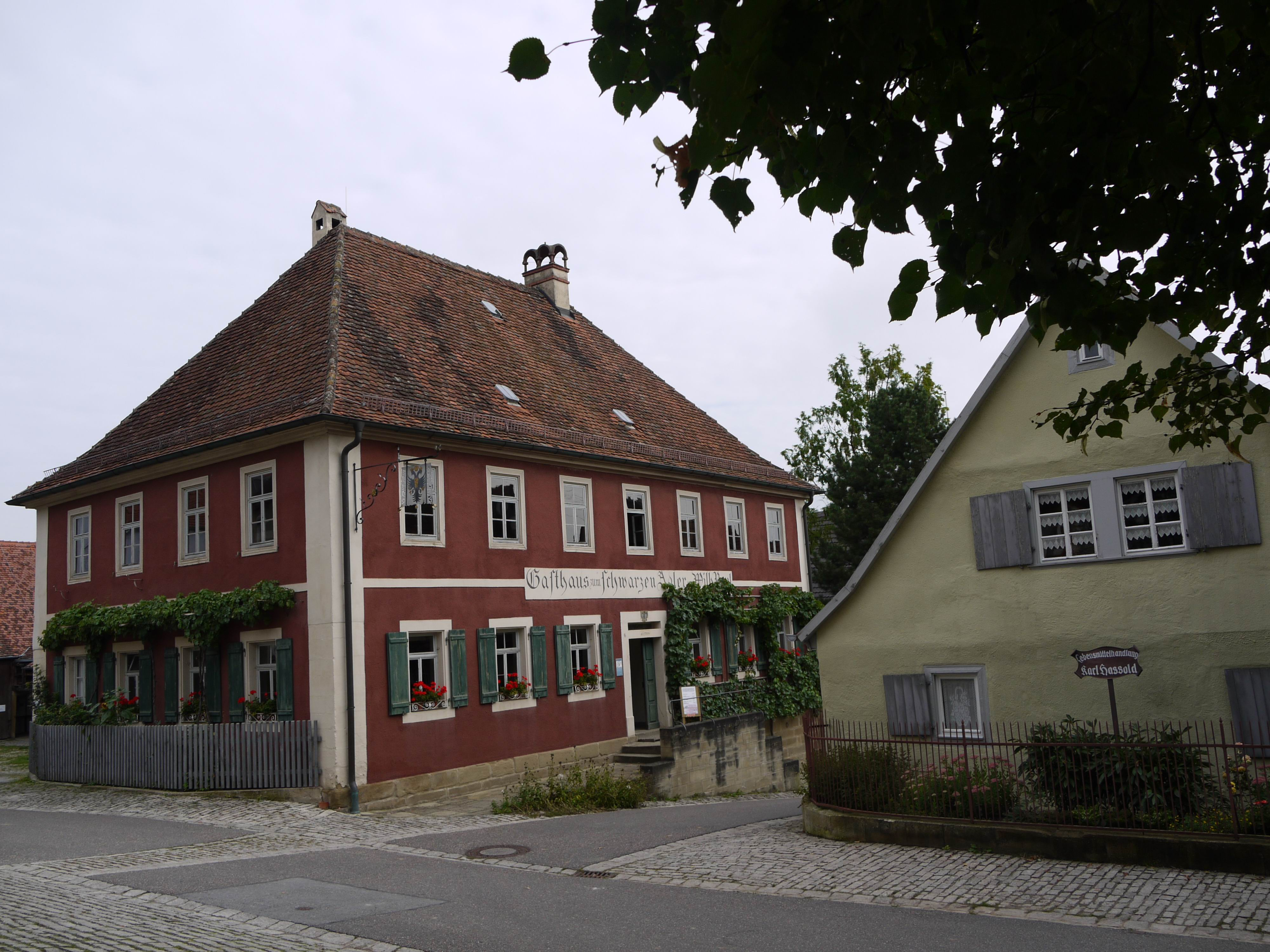
Gasthaus und Laden
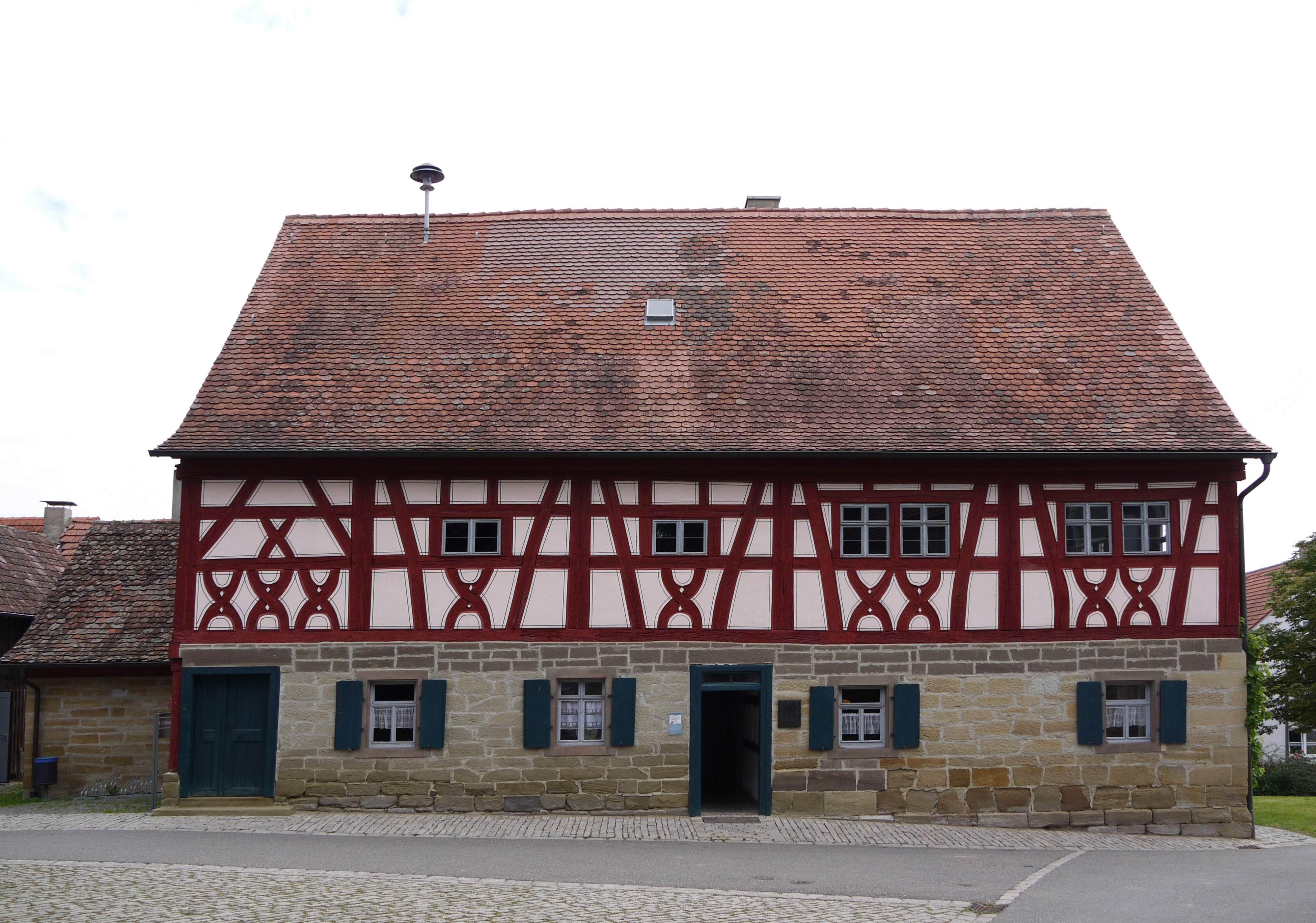
Rathaus
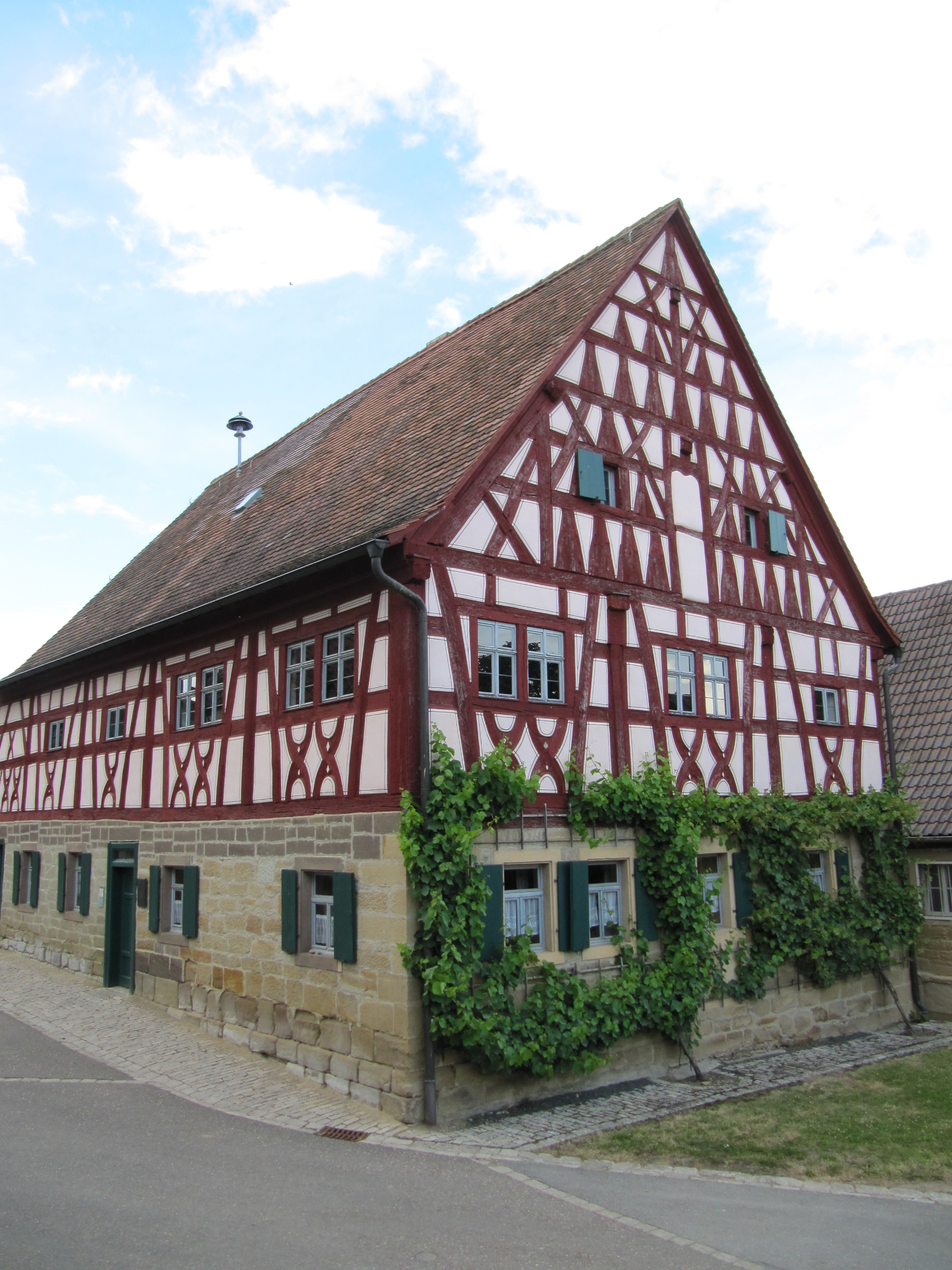
Rathaus

## Dauerausstellung
Die Ausstellung in den Gaden der Kirchenburg wurde zwischen 2013 und 2015 renoviert. Dabei erneuerte man auch die Dauerausstellung. Heute gliedert sich die Dauerausstellung in drei Bereiche. Zum einen wird auf die Geschichte und die Verbreitung von Kirchenburgen eingegangen. Zum anderen nimmt man die Entwicklung eines fränkischen Dorfes anhand von Mönchsondheim in den Blick. Der im Landkreis Kitzingen weit verbreitete Weinbau wird ebenso betrachtet, wie das Handwerk im ländlichen Raum.

## Sonderausstellungen (Auswahl)
- (K)ein Kraut gewachsen – kleine Kulturgeschichte über Kräuter und Pflanzen in ländlichen Gärten (3. Juni 2018 – 2. September 2018)
- Ausgegraben – Dorfarchäologie Mönchsondheim (16. September 2018 – 22. April 2019)
- Vielfalt in der Einheit – Zisterziensische Klosterlandschaften in Mitteleuropa (27. April 2019 – 10. Juni 2019)
- Spo(r)tlights aus der Region (15. April 2023 – 3. Dezember 2023)